# Gerry Gratton
Gerry Gratton, född 29 augusti 1927 i Montréal, död 28 juli 1963 i Montréal, var en kanadensisk tyngdlyftare.
Gratton blev olympisk silvermedaljör i 75-kilosklassen i tyngdlyftning vid sommarspelen 1952 i Helsingfors.